# Ligue des champions de rink hockey 2023-2024
Navigation
Ligue des champions 2022-2023 Ligue des champions 2024-2025
La Ligue des champions de rink hockey 2023-2024 est la 59e édition de la plus importante compétition de clubs européens de rink hockey organisée par la World Skate Europe.

## Format
Le format de la compétition est le suivant.
- 1re phase de qualification : 4 groupes de 4 clubs
- 2e phase de qualification : 4 groupes de 4 clubs
- Phase de groupes : 4 groupes de 4 clubs
- Quarts de finale : 4 matchs en aller-retour
- Phase finale à 4 clubs

|                                         | Équipes qualifiées auparavant         | Équipes entrant en lice |
| --------------------------------------- | ------------------------------------- | ----------------------- |
| 1re phase de qualification (16 équipes) | -                                     | - 16 équipes            |
| 2e phase de qualification (16 équipes)  | - 8 qualifiés de la 1re phase qualif. | - 8 équipes             |
| Phase de groupes (16 équipes)           | - 8 qualifiés de la 2e phase qualif.  | - 8 équipes             |
| Quarts de finale (8 équipes)            | - 8 qualifiés de la phase de groupes  | -                       |
| Phase finale (4 équipes)                | - 4 qualifiés des quarts de finale    | -                       |

## Participants
Un total de 30 clubs (au lieu de 32) participent à la compétition.

(*) Le club français (HC Dinan-Quévert) et le club suisse (RC Biasca) sont absents de la 1re phase de qualification.
| Portugal                           | Italie                                                  | Espagne                           | France                                      | Suisse           | Allemagne                 | Angleterre       |
| Phase de groupes                   | Phase de groupes                                        | Phase de groupes                  | Phase de groupes                            | Phase de groupes | Phase de groupes          | Phase de groupes |
| ---------------------------------- | ------------------------------------------------------- | --------------------------------- | ------------------------------------------- | ---------------- | ------------------------- | ---------------- |
| SL Benfica Sporting CP OC Barcelos | GSH Trissino Amatori Lodi                               | HC Liceo FC Barcelone             | SCRA Saint-Omer                             |                  |                           |                  |
| 2e phase de qualification          |                                                         |                                   |                                             |                  |                           |                  |
| FC Porto UD Oliveirense AD Valongo | HC Forte dei Marmi                                      | CE Noia Reus Deportiu CP Calafell |                                             | RHC Diessbach    |                           |                  |
| 1re phase de qualification         |                                                         |                                   |                                             |                  |                           |                  |
| SC Tomar                           | CP Grosseto Hockey Sarzana Follonica Hockey HC Valdagno | Igualada HC CE Lleida             | La Vendéenne US Coutras CS Noisy-le-Grand * | SC Thunerstern * | RESG Walsum SKG Herringen | King’s Lynn RHC  |

## Phase qualificative

### 1rephase de qualification
Les deux premiers de chaque groupe se qualifient pour la 2e phase de qualification. Les rencontres ont lieu du 13 au 15 octobre 2023.
Un club par groupe est désigné pays hôte H.

#### Groupe A
| Rang | Équipe                      | Pts | J | G | N | P | Bp | Bc | Diff |  | Résultats                   |  |     |      |  |
| ---- | --------------------------- | --- | - | - | - | - | -- | -- | ---- |  | --------------------------- |  | --- | ---- |  |
| 1    | La Vendéenne H              | 6   | 2 | 2 | 0 | 0 | 15 | 0  | +15  |  | La Vendéenne H              |  | 5-0 | 10-0 |  |
| 2    | SKG Herringen               | 3   | 2 | 1 | 0 | 1 | 10 | 5  | +5   |  | SKG Herringen               |  |     | 10-0 |  |
| 3    | Follonica Hockey (forfait). | 0   | 2 | 0 | 0 | 2 | 0  | 20 | -20  |  | Follonica Hockey (forfait). |  |     |      |  |
| 4    |                             | 0   | 0 | 0 | 0 | 0 | 0  | 0  | 0    |  |                             |  |     |      |  |

1. 1 2  Le Follonica Hockey a vu son vol vers la France annulé. Ils sont contraints de déclarer « forfait » pour la phase de qualification.
 (pt) « Follonica sem voo para a Champions », 13 octobre 2023

#### Groupe B
| Rang | Équipe              | Pts | J | G | N | P | Bp | Bc | Diff |  | Résultats           |  |     |     |      |
| ---- | ------------------- | --- | - | - | - | - | -- | -- | ---- |  | ------------------- |  | --- | --- | ---- |
| 1    | SC Tomar            | 9   | 3 | 3 | 0 | 0 | 20 | 6  | +14  |  | SC Tomar            |  | 4-2 | 5-4 | 11-0 |
| 2    | CS Noisy-le-Grand H | 6   | 3 | 2 | 0 | 1 | 19 | 8  | +11  |  | CS Noisy-le-Grand H |  |     | 9-2 | 8-2  |
| 3    | CP Grosseto         | 3   | 3 | 1 | 0 | 2 | 13 | 15 | -2   |  | CP Grosseto         |  |     |     | 7-1  |
| 4    | RESG Walsum         | 0   | 3 | 0 | 0 | 3 | 3  | 26 | -23  |  | RESG Walsum         |  |     |     |      |

#### Groupe C
| Rang | Équipe          | Pts | J | G | N | P | Bp | Bc | Diff |  | Résultats       |  |      |     |      |
| ---- | --------------- | --- | - | - | - | - | -- | -- | ---- |  | --------------- |  | ---- | --- | ---- |
| 1    | Igualada HC H   | 9   | 3 | 3 | 0 | 0 | 32 | 8  | +24  |  | Igualada HC H   |  | 11-7 | 5-1 | 16-0 |
| 2    | Hockey Sarzana  | 6   | 3 | 2 | 0 | 1 | 26 | 13 | +13  |  | Hockey Sarzana  |  |      | 6-0 | 13-2 |
| 3    | SC Thunerstern  | 3   | 3 | 1 | 0 | 2 | 7  | 11 | -4   |  | SC Thunerstern  |  |      |     | 6-0  |
| 4    | King’s Lynn RHC | 0   | 3 | 0 | 0 | 3 | 2  | 35 | -33  |  | King’s Lynn RHC |  |      |     |      |

#### Groupe D
| Rang | Équipe       | Pts | J | G | N | P | Bp | Bc | Diff |  | Résultats    |  |     |     |  |
| ---- | ------------ | --- | - | - | - | - | -- | -- | ---- |  | ------------ |  | --- | --- |  |
| 1    | CE Lleida    | 6   | 2 | 2 | 0 | 0 | 8  | 3  | +5   |  | CE Lleida    |  | 2-0 | 6-3 |  |
| 2    | US Coutras H | 1   | 2 | 0 | 1 | 1 | 3  | 5  | -2   |  | US Coutras H |  |     | 3-3 |  |
| 3    | HC Valdagno  | 1   | 2 | 0 | 1 | 1 | 6  | 9  | -3   |  | HC Valdagno  |  |     |     |  |
| 4    |              | 0   | 0 | 0 | 0 | 0 | 0  | 0  | 0    |  |              |  |     |     |  |

- Relégués en WSE Cup

### 2ephase de qualification
Les deux premiers de chaque groupe se qualifient pour la phase de groupe. Les rencontres ont lieu du 3 au 5 novembre 2023.
Un club par groupe est désigné pays hôte H.

#### Groupe A
| Rang | Équipe               | Pts | J | G | N | P | Bp | Bc | Diff |  | Résultats            |  |     |     |      |
| ---- | -------------------- | --- | - | - | - | - | -- | -- | ---- |  | -------------------- |  | --- | --- | ---- |
| 1    | UD Oliveirense       | 9   | 3 | 3 | 0 | 0 | 16 | 3  | +13  |  | UD Oliveirense       |  | 3-1 | 3-1 | 10-1 |
| 2    | HC Forte dei Marmi H | 6   | 3 | 2 | 1 | 0 | 12 | 4  | +8   |  | HC Forte dei Marmi H |  |     | 3-0 | 8-1  |
| 3    | Igualada HC          | 3   | 3 | 1 | 0 | 2 | 4  | 7  | -3   |  | Igualada HC          |  |     |     | 3-1  |
| 4    | RHC Diessbach        | 0   | 3 | 0 | 0 | 3 | 3  | 21 | -18  |  | RHC Diessbach        |  |     |     |      |

#### Groupe B
| Rang | Équipe        | Pts | J | G | N | P | Bp | Bc | Diff |  | Résultats     |  |     |     |      |
| ---- | ------------- | --- | - | - | - | - | -- | -- | ---- |  | ------------- |  | --- | --- | ---- |
| 1    | SC Tomar H    | 9   | 3 | 3 | 0 | 0 | 17 | 7  | +10  |  | SC Tomar H    |  | 5-4 | 6-2 | 6-1  |
| 2    | AD Valongo    | 6   | 3 | 2 | 0 | 1 | 21 | 11 | +10  |  | AD Valongo    |  |     | 6-4 | 11-2 |
| 3    | CE Noia       | 3   | 3 | 1 | 0 | 2 | 14 | 12 | +2   |  | CE Noia       |  |     |     | 8-0  |
| 4    | SKG Herringen | 0   | 3 | 0 | 0 | 3 | 3  | 25 | -22  |  | SKG Herringen |  |     |     |      |

#### Groupe C
| Rang | Équipe            | Pts | J | G | N | P | Bp | Bc | Diff |  | Résultats         |  |     |     |      |
| ---- | ----------------- | --- | - | - | - | - | -- | -- | ---- |  | ----------------- |  | --- | --- | ---- |
| 1    | FC Porto          | 7   | 3 | 2 | 1 | 0 | 22 | 3  | +19  |  | FC Porto          |  | 1-1 | 9-1 | 12-1 |
| 2    | CE Lleida H       | 7   | 3 | 2 | 1 | 0 | 10 | 3  | +7   |  | CE Lleida H       |  |     | 4-1 | 5-1  |
| 3    | CS Noisy-le-Grand | 3   | 3 | 1 | 0 | 2 | 6  | 15 | -9   |  | CS Noisy-le-Grand |  |     |     | 4-2  |
| 4    | US Coutras        | 0   | 3 | 0 | 0 | 3 | 4  | 21 | -17  |  | US Coutras        |  |     |     |      |

#### Groupe D
| Rang | Équipe         | Pts | J | G | N | P | Bp | Bc | Diff |  | Résultats      |  |     |     |     |
| ---- | -------------- | --- | - | - | - | - | -- | -- | ---- |  | -------------- |  | --- | --- | --- |
| 1    | CP Calafell H  | 7   | 3 | 2 | 1 | 0 | 15 | 5  | +10  |  | CP Calafell H  |  | 2-2 | 4-1 | 9-2 |
| 2    | Reus Deportiu  | 7   | 3 | 2 | 1 | 0 | 17 | 8  | +9   |  | Reus Deportiu  |  |     | 8-3 | 7-3 |
| 3    | La Vendéenne   | 1   | 3 | 0 | 1 | 2 | 9  | 17 | -8   |  | La Vendéenne   |  |     |     | 5-5 |
| 4    | Hockey Sarzana | 1   | 3 | 0 | 1 | 2 | 10 | 21 | -11  |  | Hockey Sarzana |  |     |     |     |

- Relégués en WSE Cup

## Phase de groupes
| [[Fichier:Europe laea location map with borders.svg\|700px\|{{#if:\|{{{alt}}}\|Ligue des champions de rink hockey 2023-2024 est dans la page Europe .]]FC Barcelone HC Liceo CE Lleida CP Calafell Reus Deportiu Amatori Lodi GSH Trissino HC Forte dei Marmi SCRA Saint-Omer Localisation géographique des clubs participants à la phase de groupes. · Rouge: Groupe A - Vert: Groupe B - Bleu: Groupe C - Jaune: Groupe D. | [[Fichier:Portugal location map.svg\|300px\|{{#if:\|{{{alt}}}\|Ligue des champions de rink hockey 2023-2024 est dans la page Portugal.]]OC Barcelos FC Porto UD Oliveirense AD Valongo SC Tomar SL Benfica Sporting CP Localisation géographique des clubs portugais participants à la phase de groupes. · Rouge: Groupe A - Vert: Groupe B - Bleu: Groupe C - Jaune: Groupe D. |

### Format et tirage au sort
Le tirage au sort de la phase de groupe a lieu le 6 novembre 2023. Les rencontres se disputent du 30 novembre 2023 au 29 février 2024. Les deux premiers de chaque groupe sont qualifiés pour les quarts de finale.
| Chapeau 1                                        | Chapeau 2                                   | Chapeau 3                                        | Chapeau 4                                               |
| ------------------------------------------------ | ------------------------------------------- | ------------------------------------------------ | ------------------------------------------------------- |
| FC Porto Sporting CP FC Barcelone UD Oliveirense | SL Benfica AD Valongo GSH Trissino HC Liceo | Reus Deportiu Amatori Lodi CE Lleida OC Barcelos | HC Forte dei Marmi CP Calafell SC Tomar SCRA Saint-Omer |

### Groupe A
| Rang | Équipe             | Pts | J | G | N | P | Bp | Bc | Diff |  | Résultats (▼ dom., ► ext.) |     |     |     |     |
| ---- | ------------------ | --- | - | - | - | - | -- | -- | ---- |  | -------------------------- | --- | --- | --- | --- |
| 1    | FC Barcelone       | 16  | 6 | 5 | 1 | 0 | 25 | 7  | +18  |  | FC Barcelone               |     | 3-1 | 6-0 | 8-2 |
| 2    | OC Barcelos        | 11  | 6 | 3 | 2 | 1 | 18 | 12 | +6   |  | OC Barcelos                | 1-1 |     | 2-1 | 4-4 |
| 3    | HC Forte dei Marmi | 4   | 6 | 1 | 1 | 4 | 10 | 22 | -12  |  | HC Forte dei Marmi         | 1-3 | 1-6 |     | 4-2 |
| 4    | HC Liceo           | 2   | 6 | 0 | 2 | 4 | 15 | 27 | -12  |  | HC Liceo                   | 2-4 | 2-4 | 3-3 |     |

### Groupe B
| Rang | Équipe        | Pts | J | G | N | P | Bp | Bc | Diff |  | Résultats (▼ dom., ► ext.) |     |     |     |     |
| ---- | ------------- | --- | - | - | - | - | -- | -- | ---- |  | -------------------------- | --- | --- | --- | --- |
| 1    | SL Benfica    | 15  | 6 | 5 | 0 | 1 | 25 | 15 | +10  |  | SL Benfica                 |     | 3-1 | 3-2 | 4-2 |
| 2    | Sporting CP   | 11  | 6 | 3 | 2 | 1 | 20 | 17 | +3   |  | Sporting CP                | 7-6 |     | 2-2 | 3-2 |
| 3    | CP Calafell   | 5   | 6 | 1 | 2 | 3 | 14 | 16 | -2   |  | CP Calafell                | 0-3 | 2-2 |     | 4-1 |
| 4    | Reus Deportiu | 3   | 6 | 1 | 0 | 5 | 15 | 26 | -11  |  | Reus Deportiu              | 3-6 | 2-5 | 5-4 |     |

### Groupe C
| Rang | Équipe       | Pts | J | G | N | P | Bp | Bc | Diff |  | Résultats (▼ dom., ► ext.) |     |     |     |     |
| ---- | ------------ | --- | - | - | - | - | -- | -- | ---- |  | -------------------------- | --- | --- | --- | --- |
| 1    | FC Porto     | 15  | 6 | 5 | 0 | 1 | 28 | 15 | +13  |  | FC Porto                   |     | 5-4 | 9-0 | 4-2 |
| 2    | GSH Trissino | 8   | 6 | 2 | 2 | 2 | 26 | 23 | +3   |  | GSH Trissino               | 3-5 |     | 4-2 | 8-4 |
| 3    | SC Tomar     | 8   | 6 | 2 | 2 | 2 | 14 | 22 | -8   |  | SC Tomar                   | 5-3 | 2-2 |     | 2-1 |
| 4    | CE Lleida    | 2   | 6 | 0 | 2 | 4 | 16 | 24 | -8   |  | CE Lleida                  | 1-2 | 5-5 | 3-3 |     |

### Groupe D
| Rang | Équipe          | Pts | J | G | N | P | Bp | Bc | Diff |  | Résultats (▼ dom., ► ext.) |     |     |     |     |
| ---- | --------------- | --- | - | - | - | - | -- | -- | ---- |  | -------------------------- | --- | --- | --- | --- |
| 1    | UD Oliveirense  | 15  | 6 | 5 | 0 | 1 | 29 | 15 | +14  |  | UD Oliveirense             |     | 3-4 | 7-2 | 4-2 |
| 2    | Amatori Lodi    | 10  | 6 | 3 | 1 | 2 | 14 | 13 | +1   |  | Amatori Lodi               | 2-3 |     | 1-4 | 3-1 |
| 3    | SCRA Saint-Omer | 6   | 6 | 2 | 0 | 4 | 14 | 20 | -6   |  | SCRA Saint-Omer            | 2-4 | 0-2 |     | 5-2 |
| 4    | AD Valongo      | 4   | 6 | 1 | 1 | 4 | 14 | 23 | -9   |  | AD Valongo                 | 3-8 | 2-2 | 4-1 |     |

## Quarts de finale
Dans les quarts de finale, un premier de poule rencontre un deuxième de poule, ce dernier reçoit au match aller. Les vainqueurs sont qualifiés pour la finale à quatre qui se déroule chez l'un des vainqueurs.
Matchs aller le 14 mars 2024 - Matchs retour le 11 avril 2024 :
| Équipe 1     | Score  | Équipe 2       | Aller | Retour |
| ------------ | ------ | -------------- | ----- | ------ |
| Sporting CP  | 8 - 6  | FC Barcelone   | 4 - 1 | 4 - 5  |
| Amatori Lodi | 5 - 13 | FC Porto       | 1 - 4 | 4 - 9  |
| OC Barcelos  | 9 - 3  | SL Benfica     | 4 - 2 | 5 - 1  |
| GSH Trissino | 9 - 12 | UD Oliveirense | 4 - 4 | 5 - 8  |

### Aller
| 14 mars 2024 | Sporting CP | 4 - 1 | FC Barcelone |  |  |
|              |             |       |              |  |  |
|              | Rapport     |       |              |  |  |

| 14 mars 2024 | Amatori Lodi | 1 - 4 | FC Porto |  |  |
|              |              |       |          |  |  |
|              | Rapport      |       |          |  |  |

| 14 mars 2024 | OC Barcelos | 4 - 2 | SL Benfica |  |  |
|              |             |       |            |  |  |
|              | Rapport     |       |            |  |  |

| 14 mars 2024 | GSH Trissino | 4 - 4 | UD Oliveirense |  |  |
|              |              |       |                |  |  |
|              | Rapport      |       |                |  |  |

### Retour
| 11 avril 2024 | FC Barcelone | 5 - 4 | Sporting CP |  |  |
|               |              |       |             |  |  |
|               | Rapport      |       |             |  |  |

| 11 avril 2024 | FC Porto | 9 - 4 | Amatori Lodi |  |  |
|               |          |       |              |  |  |
|               | Rapport  |       |              |  |  |

| 11 avril 2024 | SL Benfica | 1 - 5 | OC Barcelos |  |  |
|               |            |       |             |  |  |
|               | Rapport    |       |             |  |  |

| 11 avril 2024 | UD Oliveirense | 8 - 5 | GSH Trissino |  |  |
|               |                |       |              |  |  |
|               | Rapport        |       |              |  |  |

## Phase finale
La Phase finale (Final Four) se déroule à la Super Bock Arena : Pavilhão Rosa Mota à Porto au Portugal. Les rencontres ont lieu du 11 au 12 mai 2024.

### Tableau

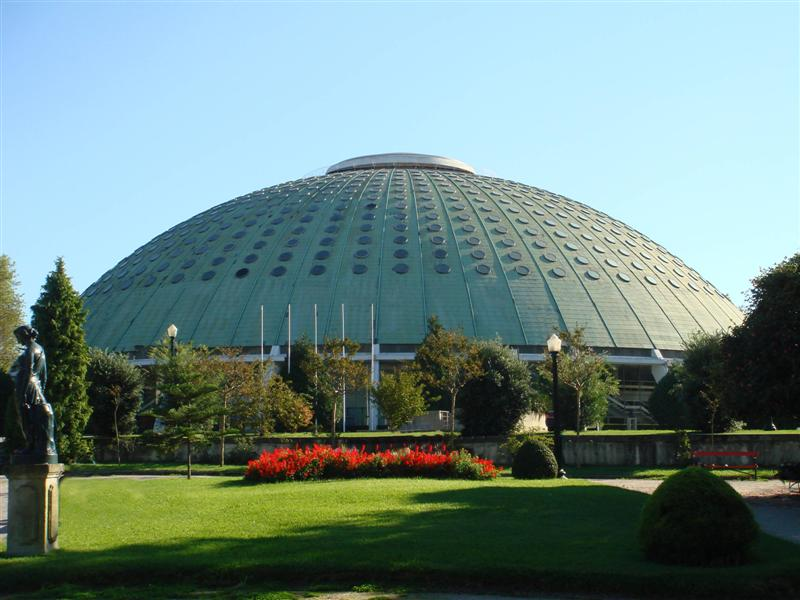
Super Bock Arena

|  | Demi-finales   | Demi-finales   | Demi-finales   | Demi-finales   |             |             | Finale      | Finale      | Finale      | Finale      |
|  |                |                |                |                |             |             |             |             |             |             |
|  | 11 mai 2024    | 11 mai 2024    | 11 mai 2024    | 11 mai 2024    |             |             | 12 mai 2024 | 12 mai 2024 | 12 mai 2024 | 12 mai 2024 |
|  | Sporting CP    | Sporting CP    | 6              | 6              |             |             | 12 mai 2024 | 12 mai 2024 | 12 mai 2024 | 12 mai 2024 |
|  | Sporting CP    | Sporting CP    | 6              | 6              |             |             | 12 mai 2024 | 12 mai 2024 | 12 mai 2024 | 12 mai 2024 |
|  | FC Porto       | FC Porto       | 5              | 5              |             |             | 12 mai 2024 | 12 mai 2024 | 12 mai 2024 | 12 mai 2024 |
|  | FC Porto       | FC Porto       | 5              | 5              | Sporting CP | Sporting CP | 2           | 2           |             |             |
|  | 11 mai 2024    |                |                |                | Sporting CP | Sporting CP | 2           | 2           |             |             |
|  |                |                | UD Oliveirense | UD Oliveirense | 1           | 1           |             |             |             |             |
|  | OC Barcelos    | OC Barcelos    | UD Oliveirense | UD Oliveirense | 1           | 1           | 3ap(1)      | 3ap(1)      |             |             |
|  | OC Barcelos    | OC Barcelos    |                |                |             |             |             | 3ap(1)      |             |             |
|  | UD Oliveirense | UD Oliveirense | 3tab(2)        | 3tab(2)        |             |             |             |             |             |             |
|  | UD Oliveirense | UD Oliveirense | 3tab(2)        | 3tab(2)        |             |             |             |             |             |             |

### Demi-finale
| 11 mai 2024 | Sporting CP                                                                         | 6 - 5 | FC Porto                                        | Super Bock Arena, Porto |  |
|             | Gonzalo Romero · Toni Pérez · Alessandro Verona · Henrique Magalhães · Rafael Bessa |       | Hélder Nunes · Carlo Di Benedetto · Telmo Pinto |                         |  |
|             | Rapport                                                                             |       |                                                 |                         |  |

| 11 mai 2024 | OC Barcelos                                          | 3 - 3 ap | UD Oliveirense               | Super Bock Arena, Porto |  |
| | Miguel Rocha · Luís Querido · Daniel Oliveira "Poka" | | Marc Torra · Facundo Navarro |                         |  |
| | Rapport                                              | |                              |                         |  |
| Miguel Rocha · Daniel Oliveira "Poka" · Danilo Rampulla · Luís Querido · Álvaro Morais "Alvarinho" · Miguel Rocha · Daniel Oliveira "Poka" | Tirs au but 1 - 2                                    | Marc Torra · Diogo Abreu · Facundo Navarro · Lucas Martínez · Bruno Di Benedetto · Diogo Abreu · Marc Torra |                              |                         |  |

### Finale
| 12 mai 2024 | Sporting CP                 | 2 - 1 | UD Oliveirense  | Super Bock Arena, Porto |  |
|             | Gonzalo Romero · João Souto |       | Facundo Navarro |                         |  |
|             | Rapport                     |       |                 |                         |  |

| Sporting CP ·       |                    |  |
| Titulaires :        |                    |  |
|                     |                    |  |
| 61                  | Ângelo Girão       |  |
| 07                  | Rafael Bessa       |  |
| 14                  | Alessandro Verona  |  |
| 44                  | João Souto         |  |
| 99                  | Gonzalo Romero     |  |
|                     |                    |  |
| Remplaçants :       |                    |  |
| 91                  | Zé Diogo           |  |
| 17                  | Matías Platero     |  |
| 57                  | Toni Pérez         |  |
| 87                  | Facundo Bridge     |  |
| 88                  | Henrique Magalhães |  |
|                     |                    |  |
| Entraîneur :        |                    |  |
| Alejandro Dominguez |                    |  |

| UD Oliveirense · |                    |  |
| Titulaires :     |                    |  |
|                  |                    |  |
| 01               | Xano Edo           |  |
| 08               | Marc Torra         |  |
| 22               | Nuno Santos        |  |
| 33               | Facundo Navarro    |  |
| 39               | Xavier Cardoso     |  |
|                  |                    |  |
| Remplaçants :    |                    |  |
| 67               | Diogo Alves        |  |
| 03               | Bruno Di Benedetto |  |
| 27               | Lucas Martínez     |  |
| 57               | Franco Platero     |  |
| 78               | Diogo Abreu        |  |
|                  |                    |  |
| Entraîneur :     |                    |  |
| Edo Bosch        |                    |  |

| Sporting CP ·       |                    |  |
| Titulaires :        |                    |  |
|                     |                    |  |
| 61                  | Ângelo Girão       |  |
| 07                  | Rafael Bessa       |  |
| 14                  | Alessandro Verona  |  |
| 44                  | João Souto         |  |
| 99                  | Gonzalo Romero     |  |
|                     |                    |  |
| Remplaçants :       |                    |  |
| 91                  | Zé Diogo           |  |
| 17                  | Matías Platero     |  |
| 57                  | Toni Pérez         |  |
| 87                  | Facundo Bridge     |  |
| 88                  | Henrique Magalhães |  |
|                     |                    |  |
| Entraîneur :        |                    |  |
| Alejandro Dominguez |                    |  |

| UD Oliveirense · |                    |  |
| Titulaires :     |                    |  |
|                  |                    |  |
| 01               | Xano Edo           |  |
| 08               | Marc Torra         |  |
| 22               | Nuno Santos        |  |
| 33               | Facundo Navarro    |  |
| 39               | Xavier Cardoso     |  |
|                  |                    |  |
| Remplaçants :    |                    |  |
| 67               | Diogo Alves        |  |
| 03               | Bruno Di Benedetto |  |
| 27               | Lucas Martínez     |  |
| 57               | Franco Platero     |  |
| 78               | Diogo Abreu        |  |
|                  |                    |  |
| Entraîneur :     |                    |  |
| Edo Bosch        |                    |  |